# Ropalidia erythrospila
Ropalidia erythrospila är en getingart som först beskrevs av Cameron 1908.  Ropalidia erythrospila ingår i släktet Ropalidia och familjen getingar. Inga underarter finns listade i Catalogue of Life.